# خور (بردسکن)
خور نام روستایی از توابع بخش مرکزی شهرستان بردسکن در استان خراسان رضوی است. این روستا در دهستان کوهپایه قرار دارد و براساس سرشماری سال ۱۳۸۵ جمعیت آن ۶۷۹ نفر (۲۲۷ خانوار) بوده است.